# 蛇床子素
蛇床子素（英語：或osthole）是一种有机化合物，分子式C15H16O3，属于香豆素衍生物，存在于蛇床（Cnidium monnieri）、欧白芷（Angelica archangelica）等植物中。